# Giuditta Longari
Giuditta Longari, née le 15 juin 1939 à Gombito dans la province de Crémone en Lombardie, est une coureuse cycliste italienne, professionnelle entre 1962 et 1970.

## Palmarès sur route

### Championnats du monde
- Salo 1962
  - 29e de la course en ligne
- Nürburgring 1966
  - 31e de la course en ligne
- Leicester 1970
  - 16e de la course en ligne

### Championnats d'Italie
- 1966
  - 3e du championnat d'Italie sur route
- 1970
  -  Championne d'Italie sur route

## Palmarès sur piste

### Championnats d'Italie
- 1968
  -  Championne d'Italie de vitesse
- 1969
  -  Championne d'Italie de vitesse
- 1970
  -  Championne d'Italie de vitesse

### Autre
- 1969
  - Championne du monde Amateur